# Suchoi T-4MS
Die Suchoi T-4MS Dwuchsotka (russisch Сухой Т-4МС Двухсотка, deutsch die Zweihundert /„Erzeugnis 200“) war das Projekt eines strategischen Bombers vom Ende der 1960er Jahre, das zugunsten der Tu-160 aufgegeben wurde. „MS“ steht für „Modernisierte Strategische“ Version. Trotz der Namensähnlichkeit zur Suchoi T-4 („Erzeugnis 100“) hatten die Projekte nur Triebwerke, Avionik und geplante Bewaffnung gemein.

## Geschichte

### Vorgeschichte
Im Jahr 1967 startete das sowjetische Verteidigungsministerium einen Konstruktionswettbewerb für einen Interkontinental-Bomber, der die Tu-95 und 3M ersetzen und auch als Aufklärungsflugzeug eingesetzt werden sollte. Teilweise war dieser Wettbewerb in den 1965 bekanntgewordenen Anforderungen des US-amerikanischen Projekts AMSA (Advanced Manned Strategic Aircraft) begründet, aus dem später die Rockwell B-1 hervorging.
Das Flugzeug sollte eine Marschgeschwindigkeit von Mach 3 in 18.000 m Höhe bei einer Reichweite von 11.000 bis 13.000 km erreichen. Diese Reichweite sollte mit Unterschallgeschwindigkeit auch im Tiefflug möglich sein, während sie in großer Höhe 16.000 bis 18.000 km betragen sollte. Als Hauptbewaffnung waren vier Hyperschallraketen Ch-45 Molnija vorgesehen. In der Ausführung zur Luftabwehrunterdrückung sollten 24 Kurzstreckenraketen Ch-2000 eingesetzt werden.
Neben Suchoi nahm Mjassischtschew mit der M-20 an dem Wettbewerb teil. Für die M-20 wurden vier verschiedene Konzepte entwickelt. So wurden Entwürfe mit Deltatragfläche, Canards und Schwenkflügel eingereicht, mit Startmassen von 150 bis 325 t. Die Variante M-20-IV diente als Grundlage für die spätere M-18.
Beim ersten Suchoi-Entwurf T-4M wurden viele Komponenten der T-4 verwendet, die sich zur gleichen Zeit im Bau befand. Lediglich das Deltatragwerk der T-4 wurde durch schwenkbare Tragflächen ersetzt. In dieser Form wurde die T-4M in den Wettbewerb eingebracht. Nachteilig war bei der T-4M, dass Abwurfwaffen nur an Außenlaststationen mitgeführt werden konnten. Hinzu kam die mangelnde Steifigkeit der schlanken schwenkbaren Außentragflächen. Zwar versuchte man durch die Weiterentwicklung des Entwurfs dies zu verbessern, letztendlich zog Suchoi die T-4M zum Ende des Jahres 1969 zugunsten der T-4MS aus dem Wettbewerb zurück.
Am 15. September 1969 wurde das Projekt mit einer Regierungsverordnung freigegeben. Die weitere Entwicklung erfolgte durch drei Konstruktionsbüros – Mjassischtschew, Tupolew und Suchoi.

### Entwicklung

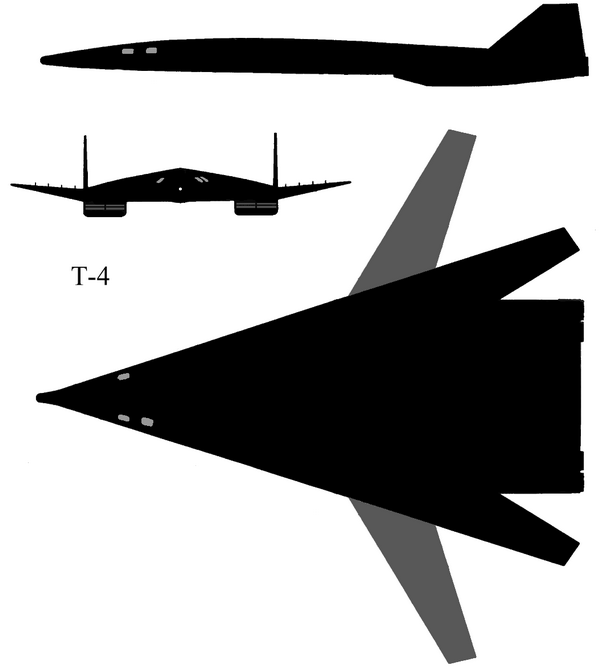
Dreiseitenriss der T-4MS

Im Jahr 1970 schlug der Konstrukteur Leonid Bondarenko ein neues Konzept mit einem Nurflügel mit kurzen Schwenkflügeln vor. Der Entwurf „200“ mit deutlich größerer Ladekapazität im Rumpf als bei der T-4M und geringem Radarquerschnitt zeigte im Windkanal die Gleitzahl 17,5 bei M=0,9 und 7,3 bei M=3.
Als Triebwerke waren für die Erprobungsphase vier RD-36-41 vorgesehen, während das Kusnezow NK-101 für die Serienflugzeuge eingesetzt werden sollte. Die RD-36-41-Triebwerke entsprachen denen der T-4, die „200“ konnte jedoch Mach 3 erreichen, da die bei der„200“ im Rumpf untergebrachte Bewaffnung mit zwei Raketen Ch-45 den Luftwiderstand im Vergleich zur „100“ stark verringerte. Das für die Serienfertigung vorgesehene NK-101 wurde nie gebaut, sodass bei der weiteren Planung stattdessen das Kusnezow NK-32 eingesetzt wurde. Mit dem NK-101 sollte eine Reichweite bis 14.000 km sowie eine Geschwindigkeit von 3500 km/h erreicht werden.
Die Triebwerke sind in zwei Gondeln außen am Flugwerk angebracht. Die Schwenkflügel haben bei maximaler Pfeilung von 72° eine Spannweite von 27 Metern. Diese Pfeilung wird bei Hochgeschwindigkeitsflügen und im Tiefflug verwendet, um den Luftwiderstand und die Böenlast zu verringern. Die minimale Pfeilung ist 30°. Die Avionik, deren Hauptelement das Radar „Ozean“ war, sowie Bewaffnung und Triebwerk der „200“ waren identisch zur „100“. Das einziehbare Fahrwerk sollte aus zwei je zwölfrädrigen Hauptfahrwerken und einem doppelt bereiften Bugfahrwerk bestehen und für den Einsatz auf unbefestigten Start- und Landebahnen geeignet sein.

### Ende des Projekts
Ende 1970 erreichte das T-4MS-Projekt seine endgültige Form und wurde von den Luftstreitkräften gegenüber der M-20 als besserer Entwurf beurteilt. Ein offizielles Ende des Wettbewerbs wurde jedoch nicht erklärt. So zogen sich weitere Arbeiten und Verbesserungen noch bis 1972 hin, wonach eine zweite Stufe des Wettbewerbs mit deutlich geringeren Anforderungen von Seiten der Streitkräfte gestartet wurde. Die Höchstgeschwindigkeit sollte nur noch Mach 2,2 betragen und die Interkontinentalreichweite nur noch mit Unterschallgeschwindigkeit erreicht werden. Suchoi nahm wegen der Auslastung durch die Produktion von Jagdflugzeugen nicht weiter teil, sodass Tupolew und Mjassischtschew als Teilnehmer verblieben. Letzterer schlug die vierte Variante der M-20 als M-18 vor, die nun wegen der geringeren Höchstgeschwindigkeit nun aus Aluminium statt einer Titanlegierung bestehen sollte. Das Konzept der M-18 wurde als überlegen betrachtet, letztendlich jedoch Tupolews Entwurf der Tu-160 der Vorzug gegeben, da Mjassischtschews Konstruktionsbüro als zu klein angesehen wurde, um dieser Aufgabe gewachsen zu sein.

## Bewaffnung
- Das Projekt des schweren hyperschallschnellen Marschflugkörpers Ch-45 Molnija („Blitz“) wurde vom Konstruktionsbüro Raduga entwickelt, um die Ch-22 zu ersetzen. Ein Einkammertriebwerk für Flüssigtreibstoff sollte die Lenkwaffe bis zu einer Geschwindigkeit von etwa Mach 7 beschleunigen. Es wurden zwei Flugbahnen geplant: eine aeroballistische mit einer Reichweite von 600 km, um Flugzeugträgerschiffe zu vernichten. Der Zielanflug erfolgte autonom mit Hilfe der Trägheitsnavigationsplattform, ab 150 km Zielentfernung benutzte die Rakete eine aktive Selbstlenkung. Die zweite Flugbahn („Abprallflugbahn“) begann mit dem Aufstieg in die Stratosphäre, danach sollte die Rakete sich beim Abstieg von dichteren Luftschichten abdrücken und wieder steigen wie das suborbitale Bomberprojekt Silbervogel. Diese Flugbahn mit bis zu 1500 km Reichweite sollte genutzt werden, um strategische Landziele zu vernichten. Die Startmasse der Ch-45 Molnija betrug 4500 kg, der Sprengkopf war entweder konventionell mit Hohlladung oder thermonuklear. Die T-4MS konnte zwei Ch-45 tragen. Das Lenkwaffen-Projekt lief bis Mitte der 1970 und wurde zugunsten des tieffliegenden Marschflugkörpers Ch-55 aufgegeben.
- Von der leichten Hyperschallrakete Ch-2000, deren Projekt etwas modifiziert später zur Ch-15 führte, sollte die „Luftabwehrunterdrückung-Version“ der T-4MS 24 Stück tragen können.
- verschiedene Bomben, darunter Wasserstoffbomben, bis 45 Tonnen (bei nicht voller Treibstoffkapazität).

## Technische Daten
| Kenngröße                                 | Daten (rechnerisch) | mit NK-101      |
| ----------------------------------------- | ------------------- | --------------- |
| Besatzung                                 | 3                   | 3               |
| Länge                                     | 41,2 m              | 41,2 m          |
| Breite zwischen Schwenkflügel             | 14,4 m              | 14,4 m          |
| Spannweite (ausgeschwenkt)                | 40,8 m              | 40,8 m          |
| Schwenkflügelfläche (bei 30°)             | 97,5 m²             | 97,5 m²         |
| Höhe                                      | 8 m                 | 8 m             |
| Leermasse                                 | 62.300 kg           | 62.300 kg       |
| Treibstoffkapazität                       | 97.000 kg           | 97.000 kg       |
| Abwurfwaffen                              | 9.000–45.000 kg     | 9.000–45.000 kg |
| max. Startmasse                           | 170.000 kg          | 170.000 kg      |
| Höchstgeschwindigkeit                     | 3200 km/h           | 3500 km/h       |
| Dienstgipfelhöhe                          | über 24 km          | über 24 km      |
| Reichweite mit Überschallgeschwindigkeit  | 7500 km             | 9000 km         |
| Reichweite mit Unterschallgeschwindigkeit | 11.000 km           | 14.000 km       |
| Triebwerke                                | 4 × RD-36-41        | 4 × NK-101      |
| Schubkraft                                | 4 × 157 kN          | 4 × 195 kN      |